# Beni Altmüller

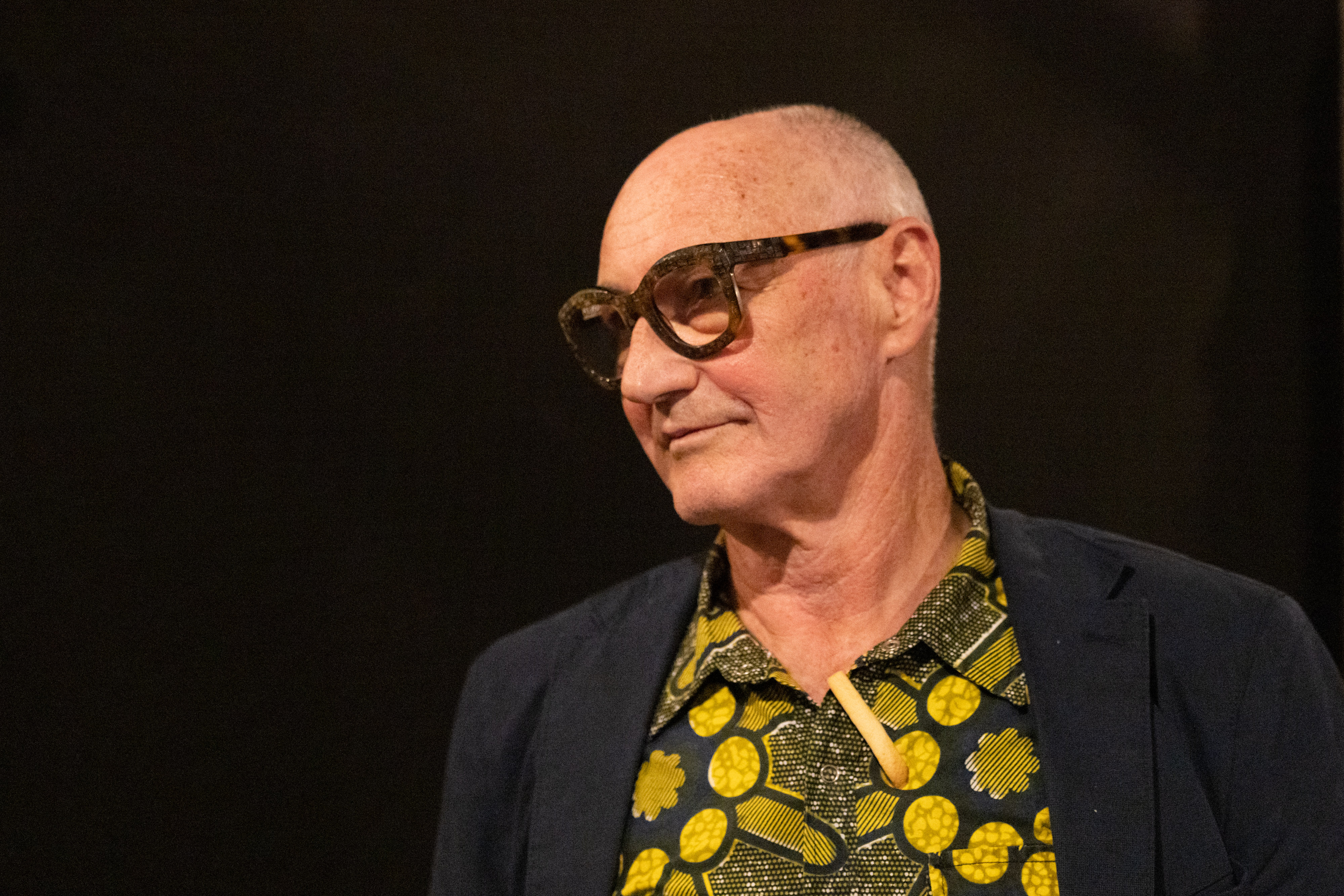
Beni Altmüller (2023)

Beni Altmüller (* 26. Mai 1952 in Linz) ist ein österreichischer Künstler. Er arbeitet mit verschiedenen Medien und Materialien in angewandten und freien Bereichen der Kunst.

## Leben
Beni Altmüller wuchs bei seinen Großeltern in der Werkstatt einer Fassbinderei auf. Er besuchte die HTL Steyr. Danach studierte er an der Hochschule für künstlerische und industrielle Gestaltung in Linz und machte 1977 sein Diplom bei Helmuth Gsöllpointner. Von 1978 bis 1995 arbeitete er mit Gerhard Bogner im Atelier Altmüller-Bogner. Beschäftigung mit Design und Architektur. Von 1983 bis 1985 war er künstlerischer Leiter und Manager vom Posthof – Zeitkultur am Hafen in Linz. Er ist Vater zweier Kinder und lebt in Linz und im Piemont.

## Malerei

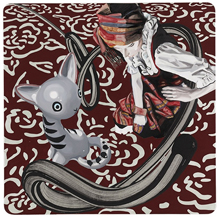
Lokale Simulation 2009

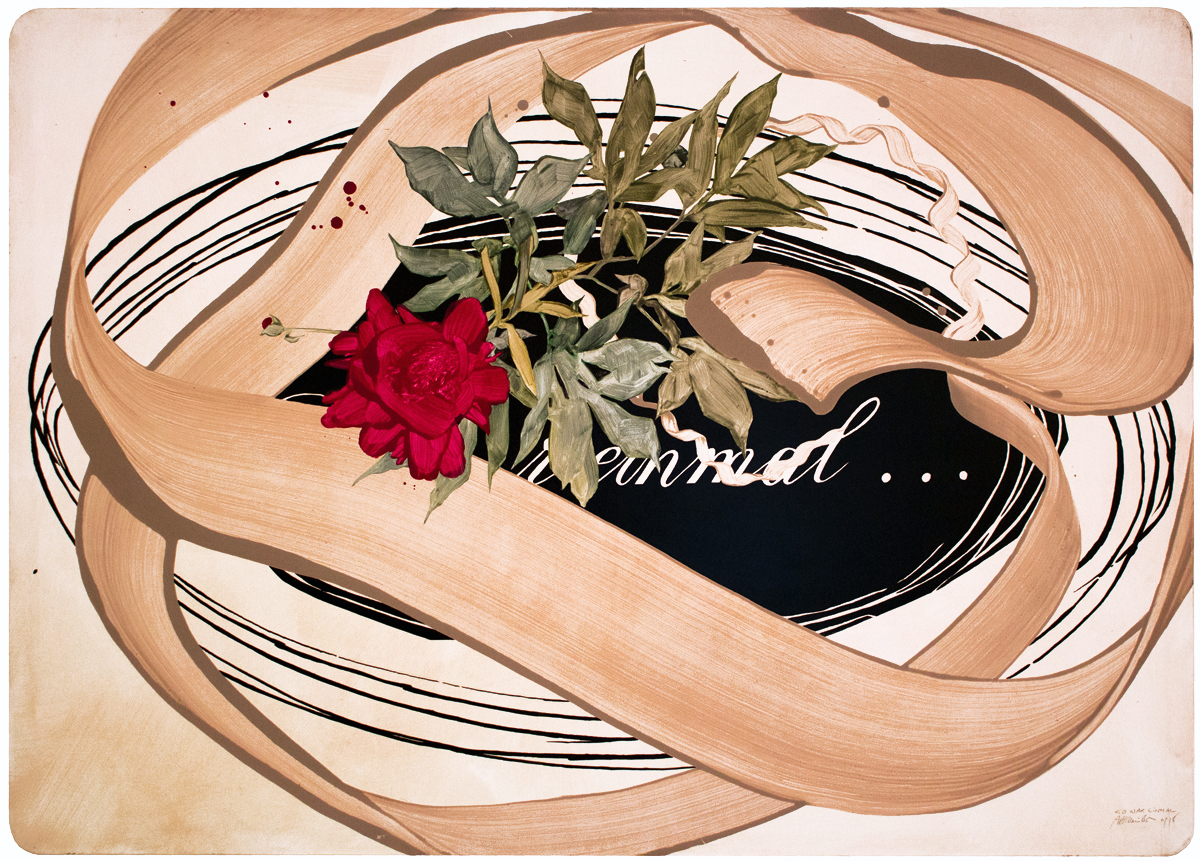
Es war einmal 2009

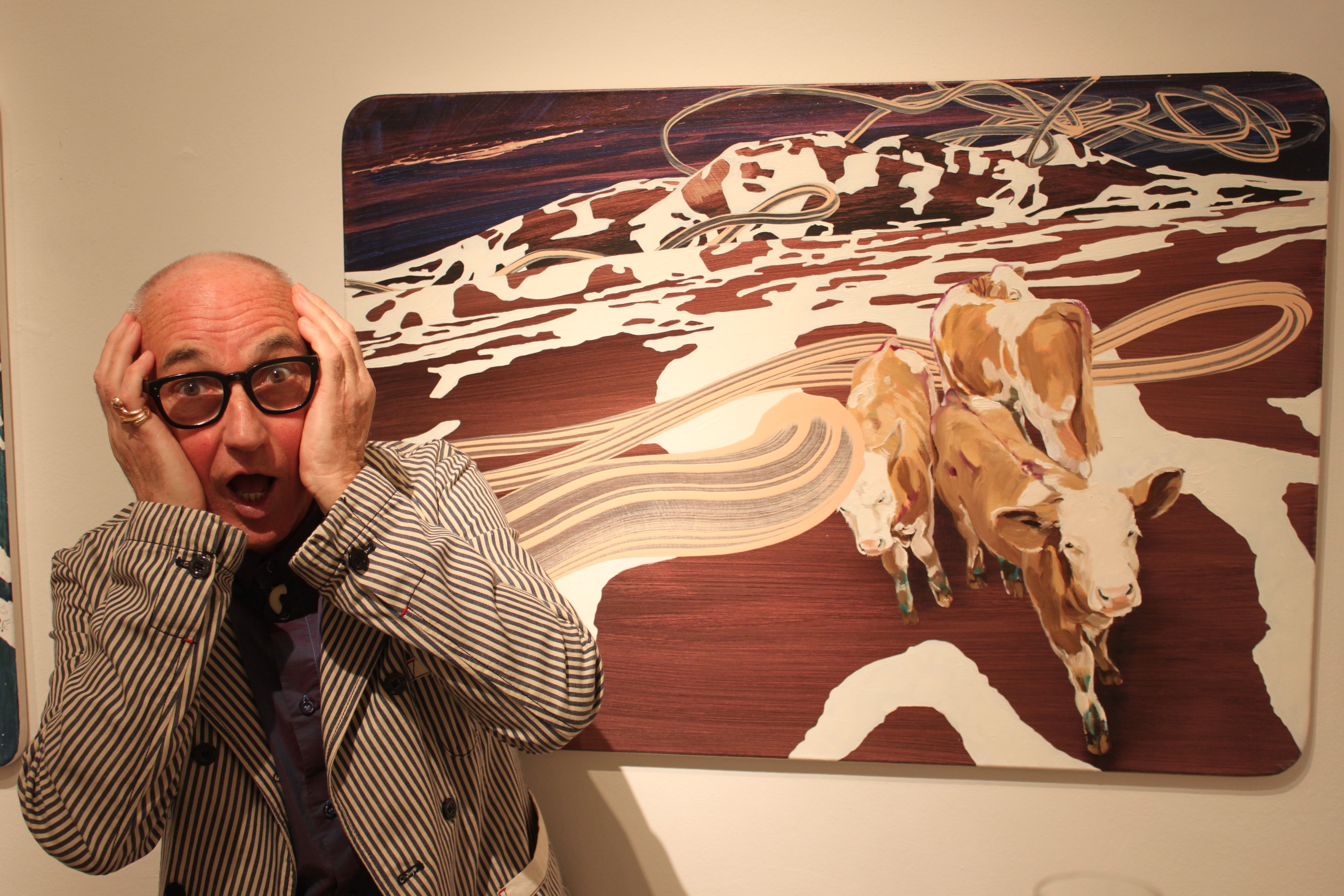
Der Maler Beni Altmüller vor Sammlung im Offenen 2013 in der Galerie Kovacek & Zetter in Wien

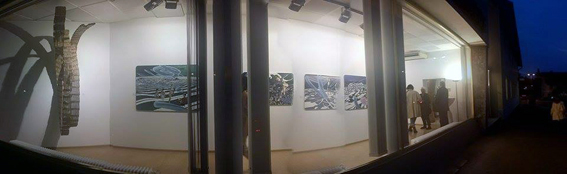
Ausstellung Erfühlte Lebenswelten Galerie in der Schmiede 2015

Die Bilder Altmüllers zeigen eine Vermischung von abstrakter mit gegenständlicher Malerei. Als abstrakte Elemente dienen Farbbänder, die als expressiv-impulsive Pinselbahnen ausgeführt sind sowie perspektivisch gemalte Muster und tapetenartige Bildgründe. Kippende Perspektiven erzeugen einen traumartigen Eindruck.

„Mich interessiert das Geschehen zwischen Ich und Selbst. Das Wesentliche, die eigentliche Lebendigkeit entsteht aus dem Dialog von Unterbewusstem mit Bewusstem, von Emotion mit Vernunft und anderen dualistischen Erscheinungsformen.“

## Einzelausstellungen
- 1994: Galerie im Schloss Chevrey Chambertin, Frankreich
- 1995: Castello di Barolo, Italien
- 1995: Mostra personal, Palazzo Barolo, Turin
- 1995: Galerie Schloss Ottensheim
- 1997: Signori i fiori sono servit, Castello di Verduno, Italien
- 1999: Offenes Kulturhaus Oberösterreich
- 2003: Trasporto interiore, Chiesa dei Battuti Bianchi, Carru Italien
- 2004: Mostra personale, Chiesa San Giovanni, Alba Italien
- 2005: Tanz ins Unbestimmte, Galerie Oberösterreichischer Kunstverein[4]
- 2005: Auf einmal ist ein Bild unter uns, Schlossgalerie Mondsee
- 2009: Unterwegs zu neuen Zusammenhängen, Bauernmöbelmuseum Edlmühle, Hirschbach im Mühlkreis[5]
- 2010: Galerie Schloss Ottensheim
- 2011: Tanzmalerei (painting:dancing) Die Dinge wechselwirken untereinander und bewegen sich ins Unbestimmte. Zs-art Kunstraum[6]

## Ausstellungsbeteiligungen (Auswahl)

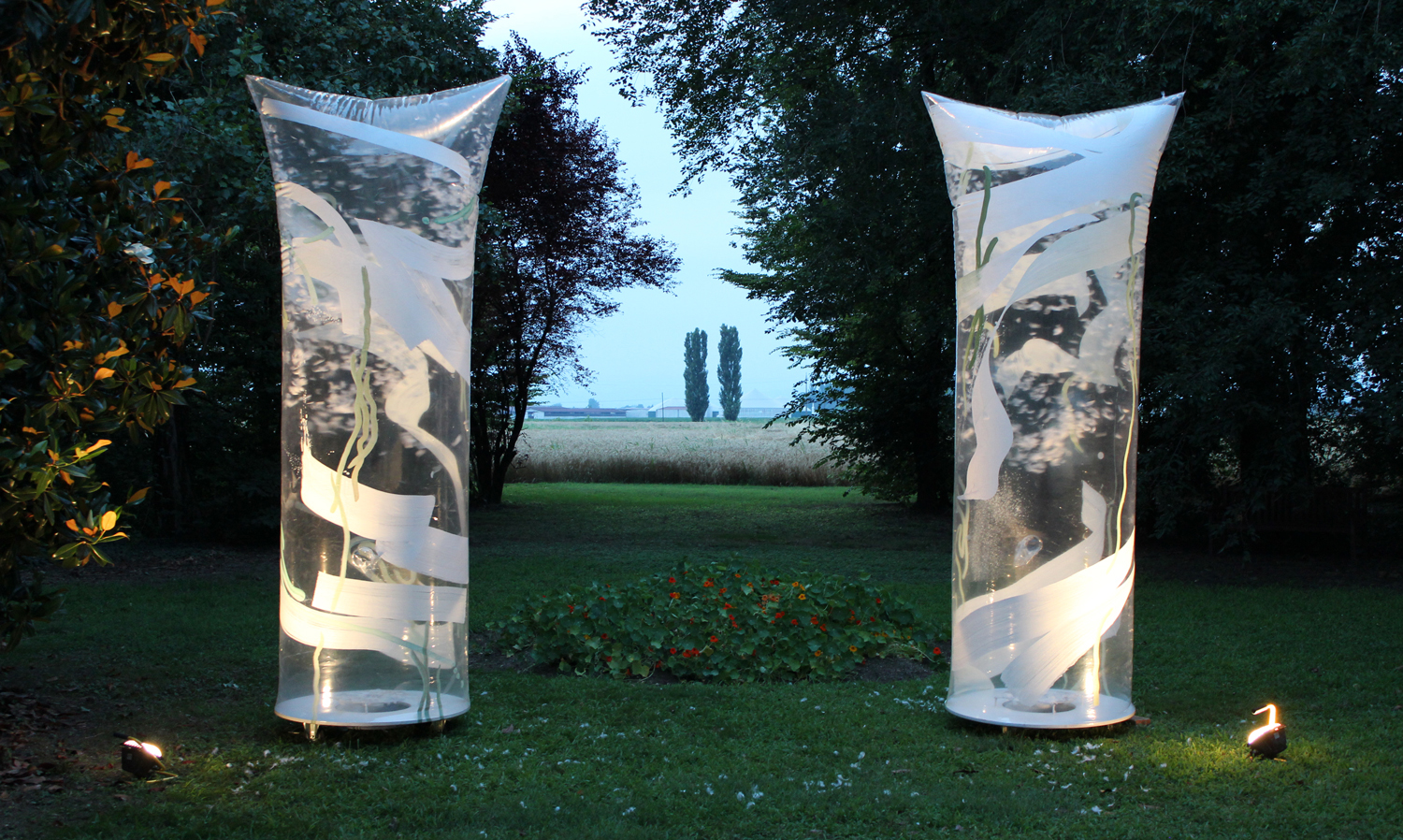
Trasporto interiore Pilastro (Italien) 2014 Höhe 4m, D 1m, Material: PVC, Ventilator Hostien, Federn

- 1986: Wohnlust – Möbel für klassische Extremisten, Künstlerhaus Wien
- 1989: Al limite, Vicenca Casa Bianca und Auronzo, Italien
- 2003: Angeli, Chiesa della confraternita dei battuti bianchi
- 2007: Meine Wirklichkeit – Realismus aus O.Ö., St. Annakapelle, Passau
- 2007: Meine Wirklichkeit Schloss Lamberg, Steyr
- 2009: Kunstflow Linz Kulturhauptstadt Europas 2009[7]
- 2010: Topseller – Geld, Wirtschaft & Freunde, Galerie Oberösterreichischer Kunstverein[8]
- 2011: Zs Art Kunstraum, Gruppenausstellung Jahr des Waldes 2011 anlässlich des Internationalen Jahr des Waldes[9]
- 2012: Art Austria, Variationen der Wirklichkeit in Malerei und Kunsthandwerk, Galerie Kovacek & Zetter[10]
- 2012: Biomorphe Simulationen, Oberösterreichischer Kunstverein[11]
- 2012: Abiko International Open-Air Art Exhibition 15th (Japan)[12][13]
- 2013: Artfarm Pilastro „War&Peace“ Artfarm Edizione 2013[14]
- 2013: Höhenrausch.3 Die Kunst der Türme[15]
- 2014: Artfarm Pilastro Velare Svelare Rivelare 2014[16]
- 2014: Strichlinienband, Gastausstellung des Oberösterreichischen Kunstvereins in der Galerie der Stadt Traun[17]
- 2014: Soziale Goldkristalle (SoG 2.0), zweite Gruppenausstellung in der Schlossgalerie Steyr[18]
- 2015: Zeichensymposion Traunkirchen 2015[19]
- 2015: Artfarm Pilastro, Ultima Editione 2015[20]
- 2015: Abiko International Open-Air Art Exhibition 18th (Japan)[21][22]

## Performances
- 1978: Berlin: „Sehen - Aussehen“

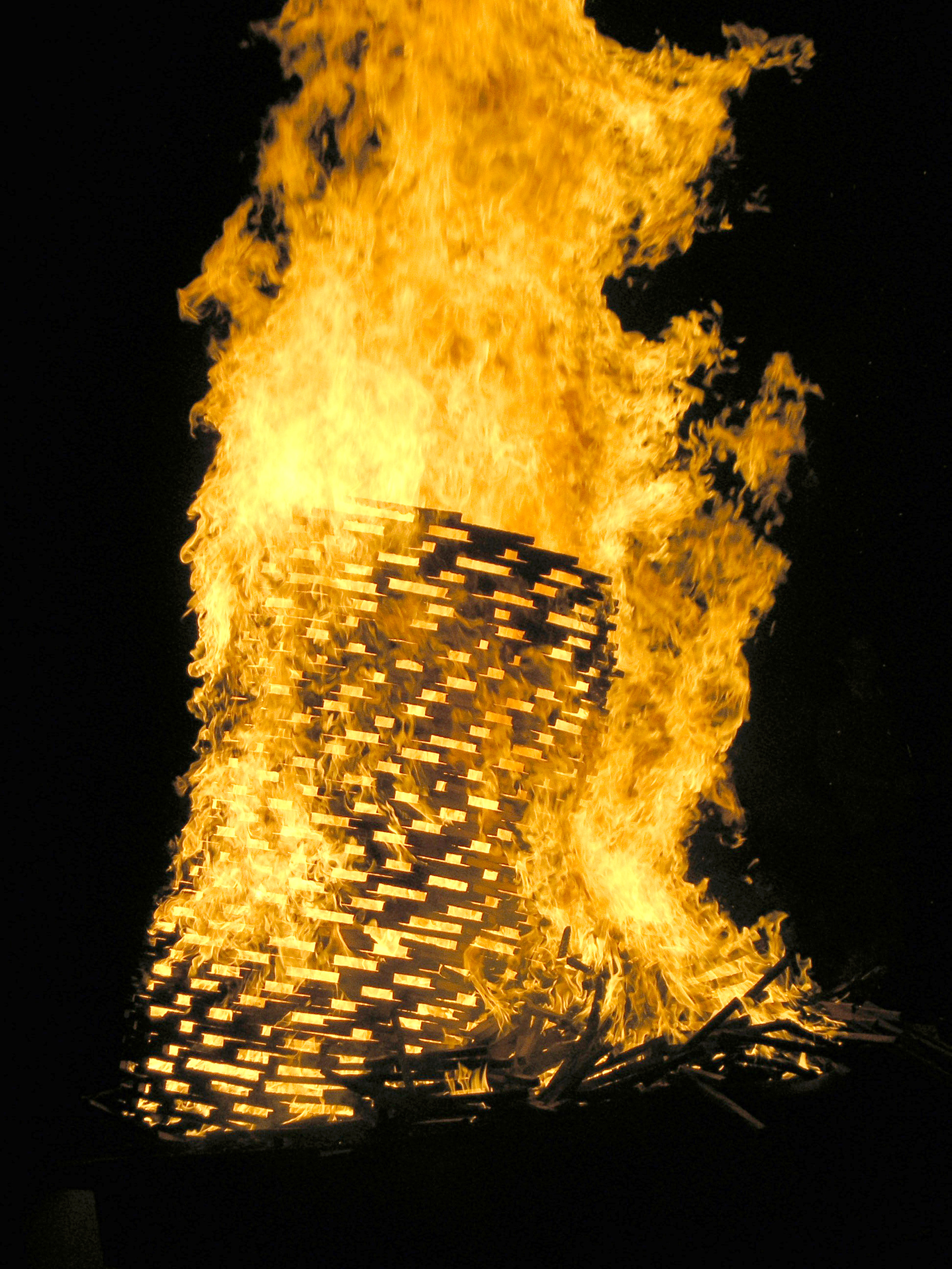
Flammenskulptur

- 1979: Linz Landstrasse: „Überspannt -Tuchfühlung möglich?“
- 1980: Berlin: „Eine Symphonie für ihre Augen“
- 1980: „L’ultima cena“ über die Jahreszeiten
- 1980: „Taschenbillard“ Galerie Rampold Berlin
- 1984: Linz: Ars Electronica „Theater der Töne“ Eine turbulente Operette in elektroakustischer Manier[23]
- 1986: „Köstliche Soirèe ohne Ende“ Posthof – Zeitkultur am Hafen in Linz
- 1993: „Hundemodeschau“ Galerie Göetz Basel
- 1993: Linz: Lichtjahre
- 1995: „Soirèe dansante“ Linz
- 1996: „Soirèe dansante“ Klagenfurt
- 1997, 1998: „Tanzstücke“ Forum für junge ChoreografieLinz, Posthof – Zeitkultur am Hafen in Linz
- 2000: „Aufzug der Sinne“ Vielfältige Kunstinterpretation in einem leeren Hochhaus
- 2009: „Rankings - die mechanische Reduktion von Komplexität“ Galerie Oberösterreichischer Kunstverein[8]
- 2009: „Einzug der Spitalsbetten“ Galerie Oberösterreichischer Kunstverein[24]
- 2010: „Flammenskulptur“ abfackeln eines fragmentierten Baumes
- 2011: Tanzmalerei Beni Altmüller & Yeri Anarika Vargas Sánchez, Posthof – Zeitkultur am Hafen in Linz[25]

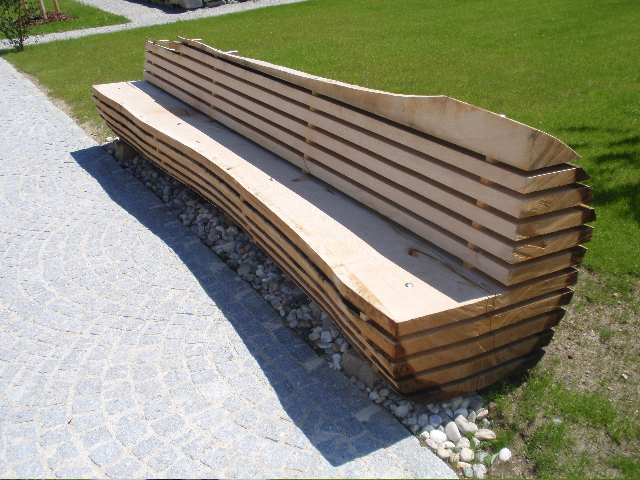
Sitzbank, Vorplatzgestaltung Gemeinde Hirschbach OÖ. 2009
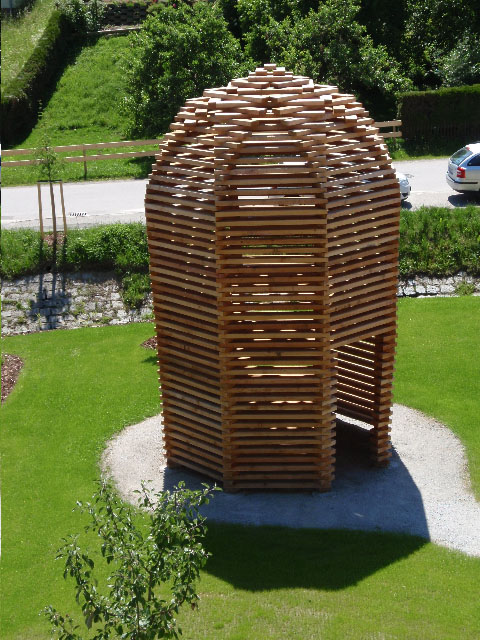
Kontemplativer Daubenkasten 2009
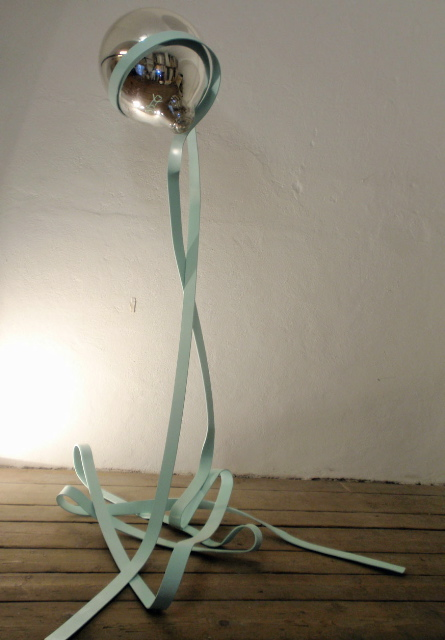
Ballon Skulptur, 2010
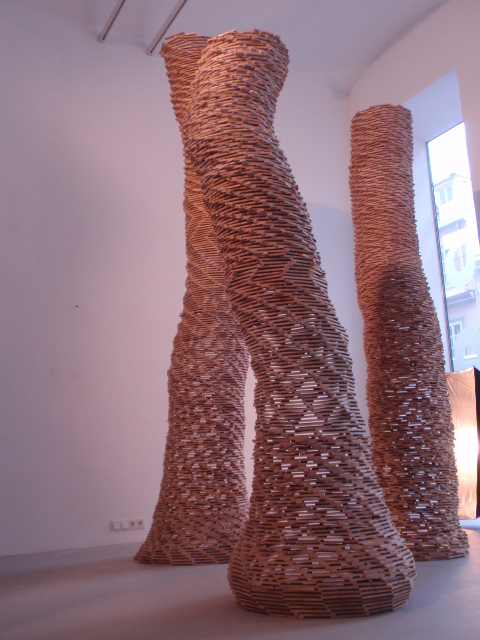
Fragmentierte Bäume, Baumskulptur 2010
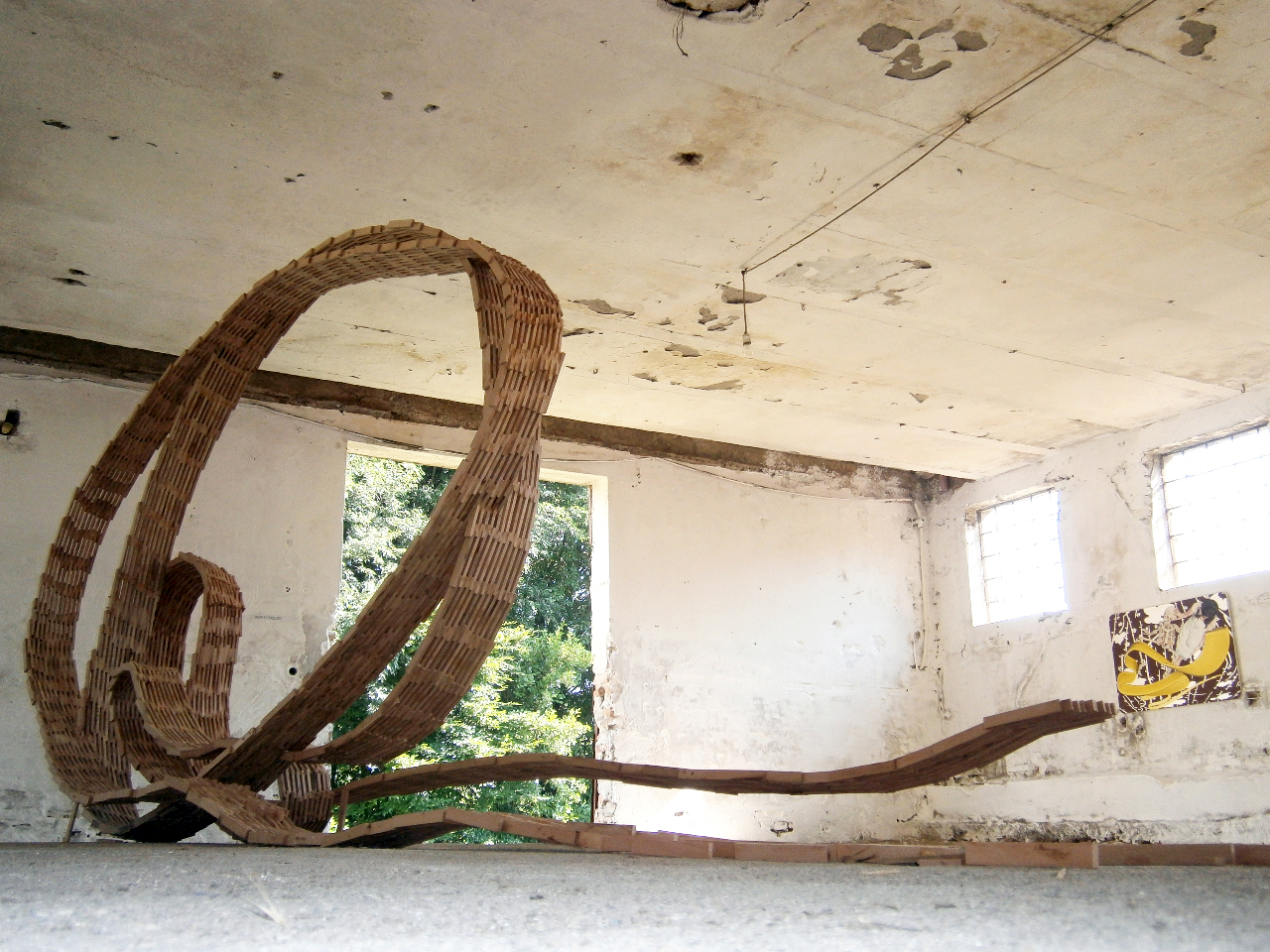
Tentativo Artfarm Pilastro 2013
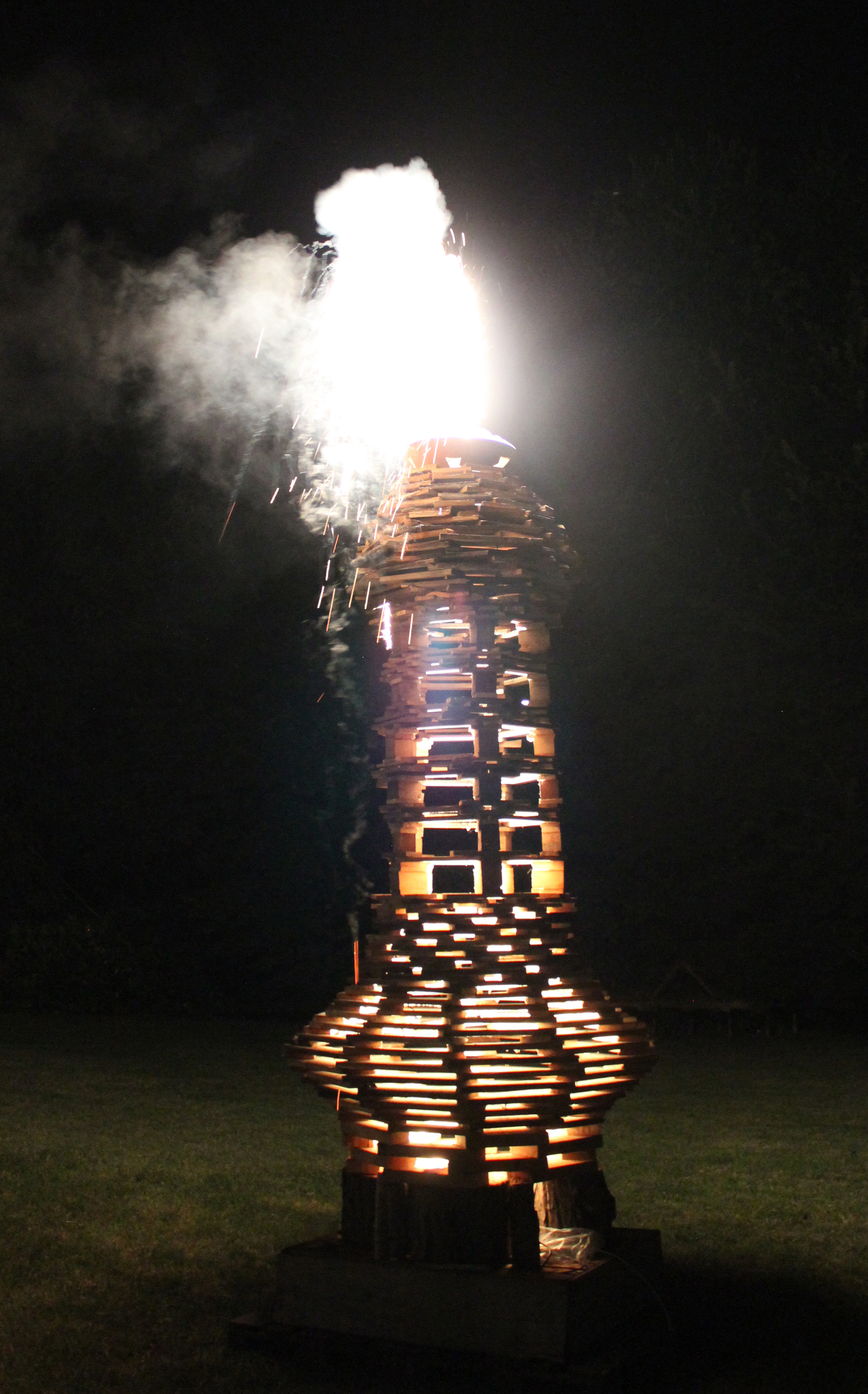
Fragmentierte Baeume Nr.7 Artfarm Pilastro 2014

## Öffentliche Sammlungen
- Die Kunstsammlung des Landes Oberösterreich[26]
- Sammlung Lentos Kunstmuseum Linz[27]
- Sammlung Museum Limbach[28]
- Sammlung der Österreichischen Nationalbank, Wien[29]
- Sammlung Nordico, Linz[30]
- Museum Angerlehner, Thalheim bei Wels[31]
- Kunstsammlung Siemens, München[32]
- Sammlung des ADAC, München[33]
- Palazzo Barolo, Turin

## Publikationen
- mit Regina Doppelbauer (Laudatio) Albertina (Wien)[34] und Elisabeth Grebe (Fotos): Flippern mit dem All. Konspekt von Beni Altmüller.[35]
- Künstlerporträt Beni Altmüller Alles eine Frage der Perspektive? von Siegrid Leitner in der Zeitschrift Palette & Zeichenstift, Ausgabe 1/2016 Nr. 123[36]

## Filme
- Johanna Tschautscher: Beni Altmüller. „Schritt ins Unbestimmte“, Künstlerportrait. 53 min. AUT 2007[37]
- Johanna Tschautscher: Einzug der Spitalsbetten. Kurzfilm, 5 min, 2010[38]
- Johanna Tschautscher: Fragmentierter Baum. Stummfilm, 9:57 min, 2010.[39]

## Auszeichnungen
- 1979: „Beispiele 79.“ Landeskulturpreise und Talentförderungsprämien des Landes Oberösterreich 1979.
- 1989: International Art Juwellery Exhibition in Tokio und Osaka
- 1990, 1991: „ObArt“ Salon de l’objekt d’art contemporain, Paris
- 1992: „Austrian Design Diagonal“ Weltausstellung Sevilla und Barcellona[40]
- 1993: „ALAN 93“ Avard der Swedish Industrial Design Foundation für die Gaslaterne LINZ[40]
- 1994: Kulturwürdigungspreis der Stadt Linz (dem Designerteam Altmüller-Bogner zugesprochen)
- 1995: Auszeichnung zum Visconte und Goldenes Nebbioloblatt vom Castello di Barolo, Piemont
- 2008: 1. Preis Arts&Filmfestival Prag, Kategorie All areas of fine Art für Beni Altmüller[41]